# Humicola hyalothermophila
Humicola hyalothermophila är en svampart som beskrevs av Moub., Mazen & Abdel-Hafez 1979. Humicola hyalothermophila ingår i släktet Humicola och familjen Chaetomiaceae.   Inga underarter finns listade i Catalogue of Life.